# Antonella Faggi
Antonella Faggi (Lecco, 20 settembre 1961) è una politica italiana, sindaca di Lecco dal 2006 al 2009.

## Biografia
Di professione imprenditore, presso l'azienda di famiglia attiva nel settore petrolifero.

## Attività politica
Ha fatto parte del Consiglio direttivo provinciale della Lega Nord Padania lecchese. È laureata in Scienze amministrative presso l'Università Statale di Milano.
Esponente della Lega Nord Lega Lombarda Padania, dopo le elezioni della primavera del 1997, è nominata Assessore comunale al personale, allo sviluppo organizzativo, agli affari generali e legali fino al 2001 dall'allora primo cittadino Lorenzo Bodega.
Dal luglio 1998 affianca al primo incarico anche quello di Assessore all'edilizia privata e all'urbanistica, mantenendolo, a differenza dell'altro, anche per tutto il mandato successivo, conclusosi nel 2006.
Il 28 e 29 maggio 2006 conduce la Casa delle Libertà alla vittoria al primo turno imponendosi sul candidato dell'Unione Alfredo Marelli con il 53,4% dei voti, diventando il primo sindaco donna del giovane capoluogo provinciale lombardo. Rimane in carica fino al 28 ottobre 2009 quando, con la dimissione di 21 consiglieri, fra i quali 5 dell'ex Casa delle Libertà, cade la giunta.

### Elezione a senatore
Alle elezioni politiche del 2018 viene eletta al Senato della Repubblica nel collegio uninominale di Lecco, sostenuta dalla coalizione di centro-destra, in quota Lega.
Sarà ricandidata alle elezioni politiche del 2022, ma non sarà rieletta.